# Đặng Tử Kính
Đặng Tử Kính (1875 - 1928) là một chí sĩ yêu nước của Việt Nam thời cận đại. Ông cùng với Phan Bội Châu, Nguyễn Thành, Trình Hiền, Lê Võ, Đặng Thái Thân... đều là những hội viên trọng yếu, đảm nhận mọi hoạt động của Duy Tân hội.

## Tiểu sử
Đặng Tử Kính quê quán huyện Nghi Lộc, tỉnh Nghệ An, là bạn đồng chí với Phan Bội Châu đồng thời là chú ruột liệt sĩ Đặng Thái Thân.
Năm 1905, Đặng Tử Kính cùng với Phan Bội Châu xuất dương sang Nhật (1905) để cầu ngoại viện. Tháng giêng năm 1906, Ông đã đưa hội chủ (Cường Để) từ bến cảng Hải Phòng sang Nhật để phát động phong trào Đông du, với mục đích đưa thanh niên sang Nhật du học. Năm 1908, Pháp và Nhật ký với nhau một hiệp ước, phong trào Đông Du bị đàn áp, du học sinh bị trục xuất, Ông phải rời đất Nhật trở về Hương Cảng rồi sang Xiêm (Thái Lan). Tại đây ông đã cùng Đặng Thúc Hứa xây dựng và tổ chức các hoạt động yêu nước cho Việt kiều và du học sinh Việt Nam tại bản Thầm, đồng thời lập quỹ để mua sắm vũ khí cho cách mạng.
Năm 1911 cách mạng Tân Hợi (Trung Quốc) thành công, cho đây là cơ hội thuận lợi nên Ông liền từ Xiêm về Quảng Đông. Nơi đây Ông cùng Phan Bội Châu và các những người khác đã giải tán Duy Tân hội và thành lập Việt Nam Quang phục Hội, thay đổi tôn chỉ từ chủ nghĩa quân chủ sang chủ nghĩa dân chủ. Ông cùng với Mai Lão Bạng được bầu làm Ủy viên kinh tế trong "Chấp hành bộ".
Năm 1913, Phan Bội Châu bị chính quyền Quảng Đông bắt giữ, lúc này Đặng Tử Kính và Nguyễn Thượng Hiền đã lãnh đạo Việt Nam Quang Phục hội. Tháng 3 năm 1915, Ông và Nguyễn Thượng Hiền sang Xiêm vận động công sứ Đức, Áo viện trợ 10.000 đồng tiền Xiêm, đồng thời chia làm 3 phần giao cho ba nhóm Quang Phục quân mua vũ khí để đánh vào Móng Cái, Hà Khẩu, Lạng Sơn. Song đáng tiếc những hoạt động quân sự trên không thành công.
Sau khi Phan Bội Châu bị Pháp bắt tại Thượng hải rồi đưa về nước vào năm 1925, phong trào Việt Nam Quang Phục hội dần dần tan rã, Ông tiếp tục sang Xiêm La. Sau một thời gian hoạt động vào năm 1928 thì Ông đã qua đời tại Phi Chịt (Thái Lan).

## Vinh danh
- Để tưởng nhớ những đóng góp của ông, chính quyền Thành phố Đà Nẵng đã đặt ông cho một con đường tại phường Thạch Thang, Quận Hải Châu, Thành phố Đà Nẵng.